# Paramacrotoma
Paramacrotoma is een kevergeslacht uit de familie van de boktorren (Cerambycidae). De wetenschappelijke naam van het geslacht werd voor het eerst geldig gepubliceerd in 1952 door Corinta-Ferreira & Veiga-Ferreira.

## Soorten
Paramacrotoma omvat de volgende soorten:
- Paramacrotoma dimidiaticornis (Waterhouse, 1884)
- Paramacrotoma gardneri (Gilmour, 1954)
- Paramacrotoma kolbei (Lameere, 1903)
- Paramacrotoma scabridorsis (White, 1853)